# Entérocoque
Enterococcus
Genre
Les entérocoques sont des bactéries à coque avec un métabolisme aéro-anaérobie, dites cocci à Gram positif, présentant habituellement une forme de chaînettes. Ce sont des pathogènes opportunistes qui causent des septicémies, infections urinaires, ou abdominales d'origine intestinale, et de manière souvent nosocomiale.
Les deux principales espèces sont Enterococcus faecalis et Enterococcus faecium.
Ils sont assez résistants aux acides, ce qui leur permet de passer la barrière stomacale.
Dans l'eau potable, ce sont des indicateurs de contamination fécale, comme les colibacilles.
Certaines souches sont antibiorésistantes. Leur résistance à certains antibiotiques et leur profil de virulence varie selon les souches isolées. Les patients peuvent aussi y être plus ou moins vulnérables.

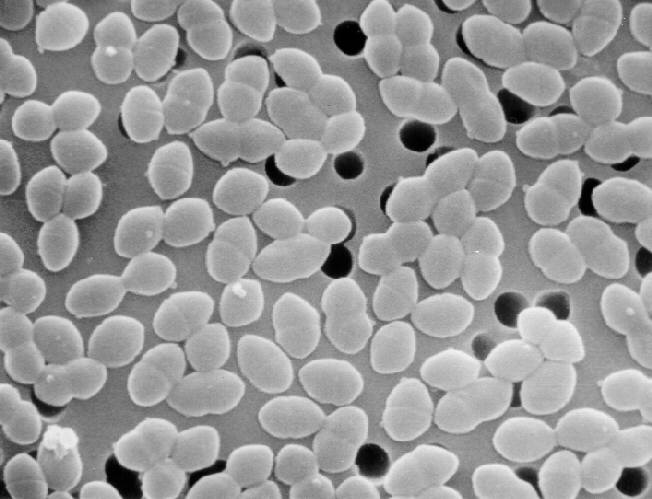
Entérocoques vus au microscope électronique

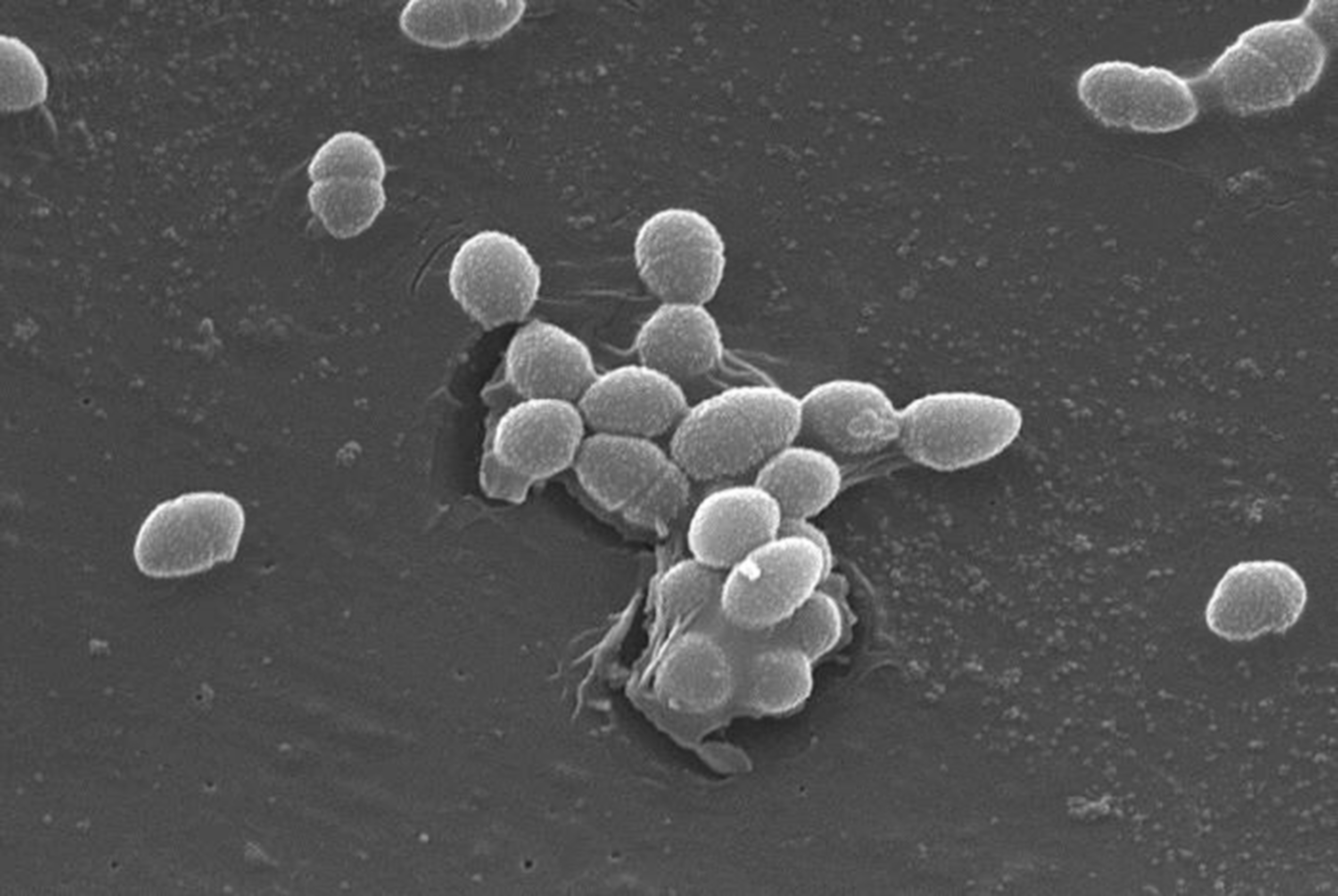
Entérocoques vus au microscope électronique

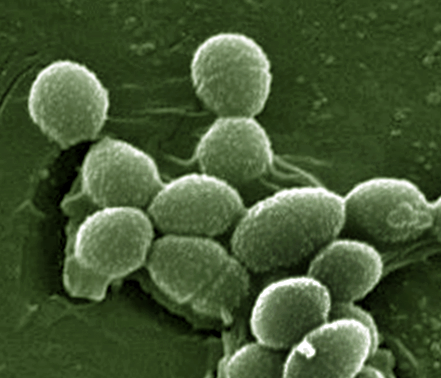
Entérocoques - Détail de l'image ci-dessus

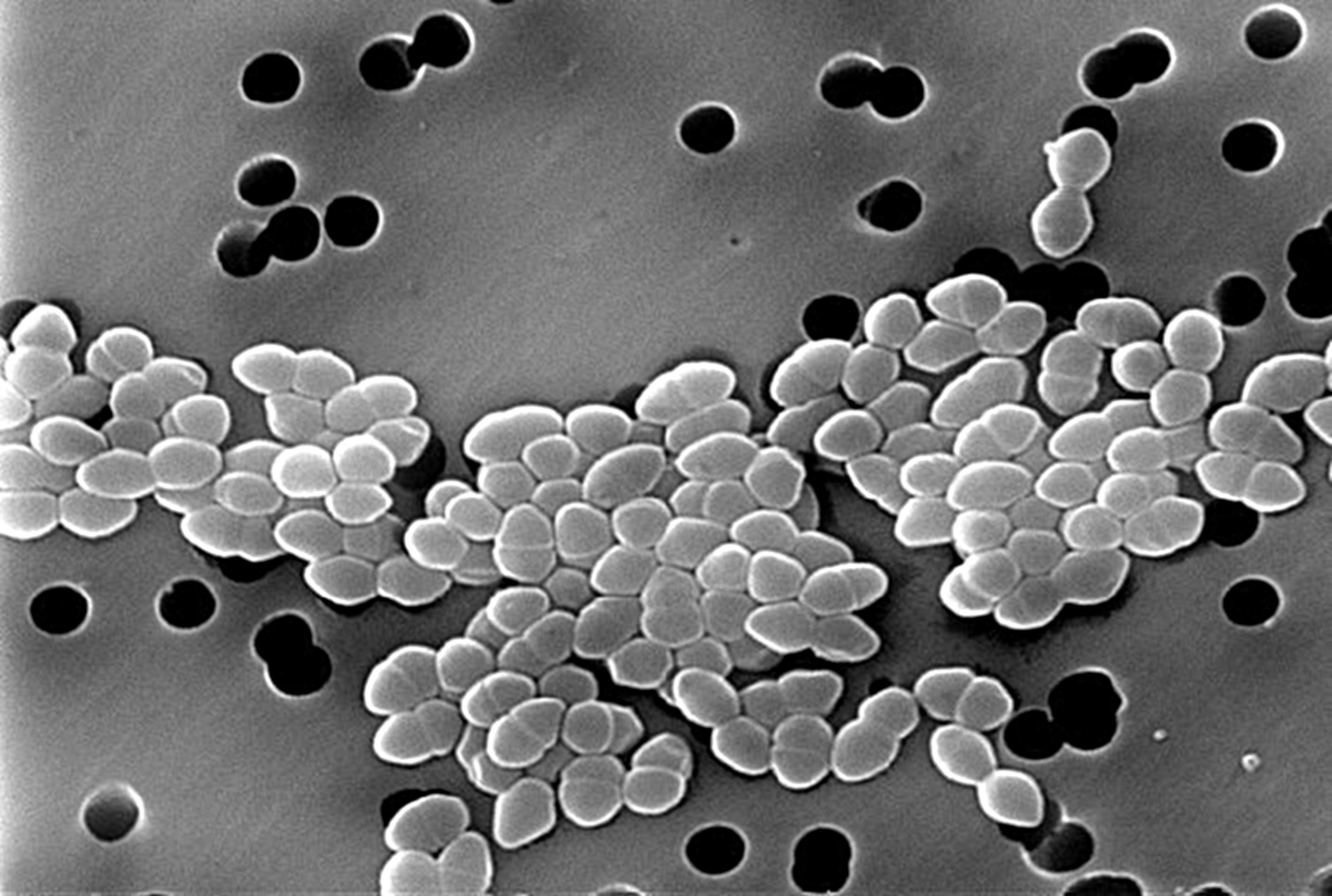
Entérocoques vus au microscope électronique

## Habitat, taxonomie
Comme leur nom le rappelle (entérique + coque), ils font partie de la flore commensale et se retrouvent notamment dans le tractus digestif et génito-urinaire (dont urètre).
Pendant longtemps, les entérocoques ont été classés au sein du genre Streptococcus, jusqu'en 1984, où une analyse du génome indiqua qu'il était plus approprié de créer le genre Enterococcus. L'amalgame est notamment dû au fait que les entérocoques possèdent l'antigène de paroi D, partagé par des bactéries du genre Streptococcus (Streptococcus gallolyticus, Streptococcus infantarius…). Le genre Enterococcus et le sous-genre Streptococcus D peuvent être différenciés par la salinité d'un milieu de culture. En effet, les Enterococcus peuvent être cultivées sur un milieu hypersalé (6,5 % Nacl).

## Écologie
L'écologie des entérocoques est différente de celle des streptocoques et leur adaptation au milieu intestinal, où ils sont normalement commensaux minoritaires, leur confère un certain nombre de propriétés différentes des streptocoques. Ils sont notamment plus résistants dans les milieux extérieurs. Comme pour les colibacilles, leur présence dans une eau de boisson ou un aliment est un indice de pollution fécale.
L'émergence de souches antibiorésistantes a probablement été favorisée par l'usage des antibiotiques, chez l'homme, mais aussi en usage vétérinaire et par l'agriculture et l'industrie agro-alimentaire (vancomycine et autres glycopeptides). Par exemple, l'usage d'avoparcine (glycopeptide très utilisé en Europe mais non aux États-Unis ni au Canada) durant plus de 20 ans comme facteur de croissance dans la supplémentation alimentaire d'animaux d'élevage a pu sélectionner des entérocoques de type VANA résistant à la fois à la vancomycine et à l'avoparcine. L'isolement d'entérocoques VANA d'excréments de cochons et poulets d'élevages allemands et danois utilisant l'avoparcine, alors que les entérocoques isolés dans des fermes n'utilisant pas d'antibiotiques en supplémentation animale sont sensibles aux glycopeptides, étaye cette hypothèse.

## Diagnostic bactériologique
Les entérocoques sont des cocci à Gram positifs caractérisés par un certain polymorphisme : coques souvent de dimensions inégales, en diplococoques ou courtes chaînettes. Ils sont immobiles et sans capsule.
Ce ne sont pas des bactéries exigeantes et ils peuvent pousser sur des géloses ordinaires. Leur culture est plus aisée et plus abondante que celle des streptocoques. Ils présentent un trouble en bouillon et des colonies légèrement opalescentes de plus ou moins 1,5 mm sur gélose. Sur gélose au sang, les colonies peuvent être non hémolytiques ou α-hémolytiques. Sur un milieu bile-esculine, les entérocoques se développent en hydrolysant l'esculine (halo noir).
Les entérocoques font partie du groupe D de la classification de Lancefield (l'Ag D est commun à de nombreux taxons) et ils sont PYR positifs. Pour toutes les bactéries du groupe D de Lancefield, le caractère hémolytique perd sa signification du point de vue pathogénicité. C'est surtout dans les infections urinaires, les abcès abdominaux ou les hémocultures que la présence d'un germe "viridans" doit faire penser à un entérocoque.
Le milieu le plus utilisé pour la mise en évidence des entérocoques est le milieu bile-esculine.
Les entérocoques (mais aussi les lactobacilles et les listeria, qui, heureusement ne sont pas des coques) poussent en faisant virer le milieu au noir : le noircissement du milieu traduit l'hydrolyse de l'esculine en esculétine qui se lie avec le fer III.
Les principaux caractères les différenciant des streptocoques sont les suivants :
- ils résistent 1/2 heure à 60 °C ;
- ils peuvent pousser entre 10 et 40 °C (streptocoques: 37 °C) ;
- ils peuvent pousser en bouillon additionné de 40 % de bile (les streptocoques sont inhibés, les pneumocoques sont lysés) ;
- ils tolèrent jusqu'à 6,5 % de NaCl ;
- ils fermentent l'esculine.

L'identification biochimique peut utiliser une galerie de type API 20 Strepto (Biomérieux). La première partie teste des enzymes et la production de butan-diol, la deuxième partie l'utilisation de différents glucides.

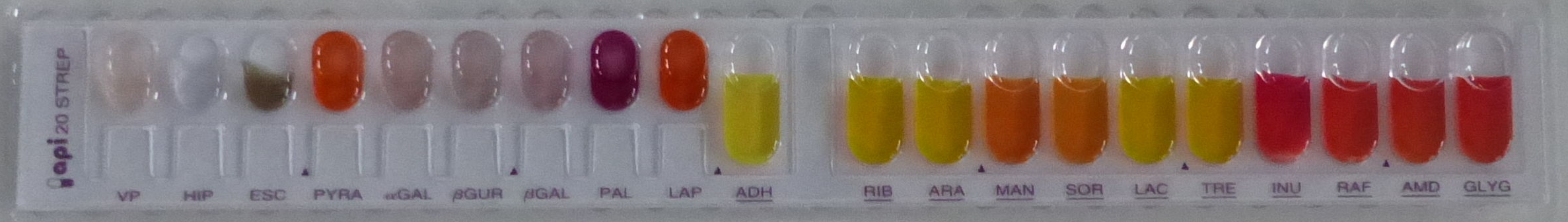
Api20 Strepto (de qualité moyenne…) Identification probable dEnterococcus faecium

Les espèces sont identifiées par PCR multiplex. Les phénotypes de résistance aux glycopeptides et de rechercher les principaux gènes de virulence des souches isolées.

## Pathogénie
Les deux espèces les plus fréquemment rencontrées en pathologie humaine sont : Enterococcus faecalis et Enterococcus faecium qui peuvent être à l'origine d'infections chez les patients fragilisés. Ce sont des bactéries pathogènes opportunistes.
Les affections les plus courantes sont :
- les infections urinaires et les abcès abdominaux où on les retrouve seuls ou en association avec les colibacilles ;
- les péritonites ;
- les infections secondaires des plaies chirurgicales surtout abdominales responsables d'abcès ;
- les endocardites lentes ou subaiguës (5 à 10 % surtout chez l'homme âgé) pouvant entraîner des bactériémies et des septicémies.

## Épidémiologie
Les infections bactériennes (bactériémies) dues à des entérocoques sont réputées pour être presque toujours des infections d'origine endogène, ce qui demande des stratégies adaptées de contrôle du risque nosocomial. En milieu hospitalier, ces bactéries peuvent être responsables d'infections nosocomiales graves, dont la première fut détectée en France au milieu des années 1980.
Une étude prospective faite au CHU de Nîmes en 2004-2005, a porté sur 33 patients d'âge médian de 68 ans (3-96). Elle a détecté 33 souches d'entérocoques, nosocomiales dans 60,6 % des cas. Les infections faisaient suite à une intervention chirurgicale dans 54,5 % des cas, et avec un pronostic vital engagé dans 63,6 % des cas (7 de ces patients sont morts durant leur hospitalisation, soit 21,2 % mais aucune épidémie n'a été induite). La porte d'entrée principale semblait digestive, avec aussi un nombre non négligeable d'infections liées aux cathéters. Les facteurs de comorbidités étaient cardiovasculaires et digestifs. Les infections étaient généralement monomicrobiennes (à 75,8 %), dues à Enterococus faecalis dans 87,9 % des cas. Chez ces patients, les isolats d' E. faecalis étaient tués par l'amoxicilline et les glycopeptides mais antibiorésistantes à la norfloxacine, à l'érythromycine et à la pristinamycine. Idem pour Enterococus faecium (avec aussi un cas de résistance importante à l'amoxicilline). E. faecalis possédait un maximum de gènes de virulence contrairement à E. faecium.

## Diagnostic biologique
Le diagnostic se fait par mise en culture de prélèvements de natures diverses : urine, pus, liquide de ponction, hémoculture, écouvillonnage rectal pour le dépistage des porteurs sains d'entérocoques résistants à la vancomycine.

## Traitement

### Antibiothérapie
L'une des difficultés du traitement vient de la résistance des entérocoques à beaucoup d'antibiotiques,.
- Les entérocoques sont résistants aux céphalosporines.
- Ils tolèrent les pénicillines, même à fortes doses (CMB/CMI > 32 mg/L).
- Si l'antibiogramme montre l'amoxicilline comme active sur les entérocoques, cela ne signifie pas que cet antibiotique sera bactéricide. La concentration minimale inhibitrice (CMI) des pénicillines est 10 à 100 fois plus élevée pour les entérocoques que pour les autres streptocoques en raison d’une faible affinité de la PLP pour ces bêtalactamines. De plus, les entérocoques sont considérés comme tolérants aux bêtalactamines, car ces germes ne sont tués que par des concentrations minimales bactéricides (CMB) d’antibiotiques nettement supérieures à la CMI (CMB/CMI > 32)[10].
- Dans les infections sévères (endocardites, bactériémies…), il est nécessaire de recourir à une association d'antibiotiques : Ampicilline / gentamicine ou Vancomycine / gentamicine.

En France, les entérocoques résistants à la vancomycine semblent encore rares.

### Phagothérapie
La phagothérapie est une alternative à l'antibiothérapie. Certains cocktails bactériophagiques visent spécifiquement les infections à entérocoques.

## Qualité de l'eau
De nombreux pays ont édicté des réglementations drastiques concernant l'eau du robinet ou en bouteille, et dans les eaux de baignades. Par exemple, l'État de Hawaii aux États-Unis impose un taux de moins de 7 bactéries formant colonie par 100 ml d'eau, taux au-dessus duquel l'État doit afficher des avertissements invitant le public à rester hors de l'océan.
En 2004, Enterococcus spp. a pris la place du groupe des coliformes thermotolérants (fécaux) pour la nouvelle norme fédérale pour la qualité des eaux de baignade des plages publiques, car cet indicateur est jugé représentatif des nombreux autres agents pathogènes fécaux et notamment trouvés dans les eaux usées et les égouts, qui peuvent fuir ou déborder, notamment dans les zones d'affaissements miniers, et après les tremblements de terre. Dans certains pays les eaux usées, rejetées dans le milieu naturel sans traitement par station d'épuration, sont un facteur majeur de contamination.

## Prévention, précaution
- Un dépistage systématique permet de limiter le risque en amont[13].
- Des mesures d'hygiène stricte doivent être prises dans les hôpitaux et autour des patients à risques, notamment dans les unités de soins intensifs (dont néonatales[14]), et par le personnel soignant pour limiter le risque de transmission manuportée d’entérocoques antibiorésistants[15],[16]. Le nettoyage des mains est très important, les solutions hydro-alcooliques semblent efficacement limiter les risques[17].
- Certains matériaux et matériels peuvent favoriser ou au contraire diminuer la survie de la bactérie dans le milieu ambiant[18]
- La modélisation du risque nosocomial permet de mieux le gérer[19]

## Liste d'espèces

### Selon laLPSN[1]
En avril 2021 les espèces suivantes sont recensées :
- Enterococcus faecalis (Andrewes & Horder 1906) Schleifer & Kilpper-Bälz 1984 : espèce type de description du genre, reclassement de Streptococcus faecalis
- Enterococcus alcedinis Frolková et al. 2013
- Enterococcus aquimarinus Švec et al. 2005
- Enterococcus asini de Vaux et al. 1998
- Enterococcus avium (ex Nowlan & Deibel 1967) Collins et al. 1984
- Enterococcus bulliens Kadri et al. 2016
- Enterococcus caccae Carvalho et al. 2006
- Enterococcus camelliae Sukontasing et al. 2007
- Enterococcus canintestini Naser et al. 2005
- Enterococcus canis De Graef et al. 2003
- Enterococcus casseliflavus (ex Vaughan et al. 1979) Collins et al. 1984 : reclassement de E. flavescens
- Enterococcus cecorum (Devriese et al. 1983) Williams et al. 1989 : reclassement de Streptococcus cecorum
- Enterococcus columbae Devriese et al. 1993
- Enterococcus crotali McLaughlin et al. 2017
- Enterococcus devriesei Švec et al. 2005
- Enterococcus diestrammenae Kim et al. 2013
- Enterococcus dispar Collins et al. 1991
- Enterococcus dongliensis Li & Gu 2019
- Enterococcus durans (ex Sherman & 1937) Collins et al. 1984 : reclassement de Streptococcus durans
- Enterococcus eurekensis Cotta et al. 2013
- Enterococcus faecium (Orla-Jensen 1919) Schleifer & Kilpper-Bälz 1984 : reclassement de Streptococcus faecium
- Enterococcus florum Techo et al. 2019
- Enterococcus gallinarum (Bridge & Sneath 1982) Collins et al. 1984 : reclassement de Streptococcus gallinarum
- Enterococcus gilvus Tyrrell et al. 2002
- Enterococcus haemoperoxidus Švec et al. 2001
- Enterococcus hermanniensis Koort et al. 2004
- Enterococcus hirae Farrow & Collins 1985
- Enterococcus hulanensis Li & Gu 2019
- Enterococcus italicus Fortina et al. 2004 : reclassement de E. saccharominimus
- Enterococcus lactis Morandi et al. 2012
- Enterococcus lemanii Cotta et al. 2013
- Enterococcus malodoratus (ex Pette 1955) Collins et al. 1984
- Enterococcus moraviensis Švec et al. 2001
- Enterococcus mundtii Collins et al. 1986
- Enterococcus nangangensis Li & Gu 2019
- Enterococcus olivae Lucena-Padrós et al. 2014
- Enterococcus pallens Tyrrell et al. 2002
- Enterococcus phoeniculicola Law-Brown & Meyers 2003
- Enterococcus pingfangensis Li & Gu 2019
- Enterococcus plantarum Švec et al. 2012
- Enterococcus pseudoavium Collins et al. 1989
- Enterococcus quebecensis Sistek et al. 2012
- Enterococcus raffinosus Collins et al. 1989
- Enterococcus ratti Teixeira et al. 2001
- Enterococcus rivorum Niemi et al. 2012
- Enterococcus rotai Sedláček et al. 2013
- Enterococcus saccharolyticus (Farrow et al. 1985) Rodrigues & Collins 1991 : reclassement de Streptococcus saccharolyticus
- Enterococcus saignonensis Harada et al. 2016
- Enterococcus silesiacus Švec et al. 2006
- Enterococcus songbeiensis Li & Gu 2019
- Enterococcus sulfureus Martinez-Murcia & Collins 1991
- Enterococcus termitis Švec et al. 2006
- Enterococcus thailandicus Tanasupawat et al. 2008
- Enterococcus ureasiticus Sistek et al. 2012
- Enterococcus ureilyticus Sedláček et al. 2013
- Enterococcus viikkiensis Rahkila et al. 2011
- Enterococcus villorum Vancanneyt et al. 2001 : reclassement de E. porcinus
- Enterococcus wangshanyuanii Jin et al. 2017
- Enterococcus xiangfangensis Li et al. 2014
- Enterococcus xinjiangensis Ren et al. 2020

Certaines espèces auparavant comptées dans les Entérocoques ont été reclassées dans d'autres genres :
- Lactococcus garvieae (Collins et al. 1984) Schleifer et al. 1986 : reclassement de E. seriolicida
- Tetragenococcus solitarius (Collins et al. 1989) Ennahar & Cai 2005 : reclassement de E. solitarius